# Гаунсгайм
Гаунсгайм (нім. Haunsheim) — громада в Німеччині, знаходиться в землі Баварія. Підпорядковується адміністративному округу Швабія. Входить до складу району Діллінген. Складова частина об'єднання громад Гундельфінген-ан-дер-Донау.
Площа — 17,79 км2. Населення становить 1605 ос. (станом на 31 грудня 2020).

## Галерея

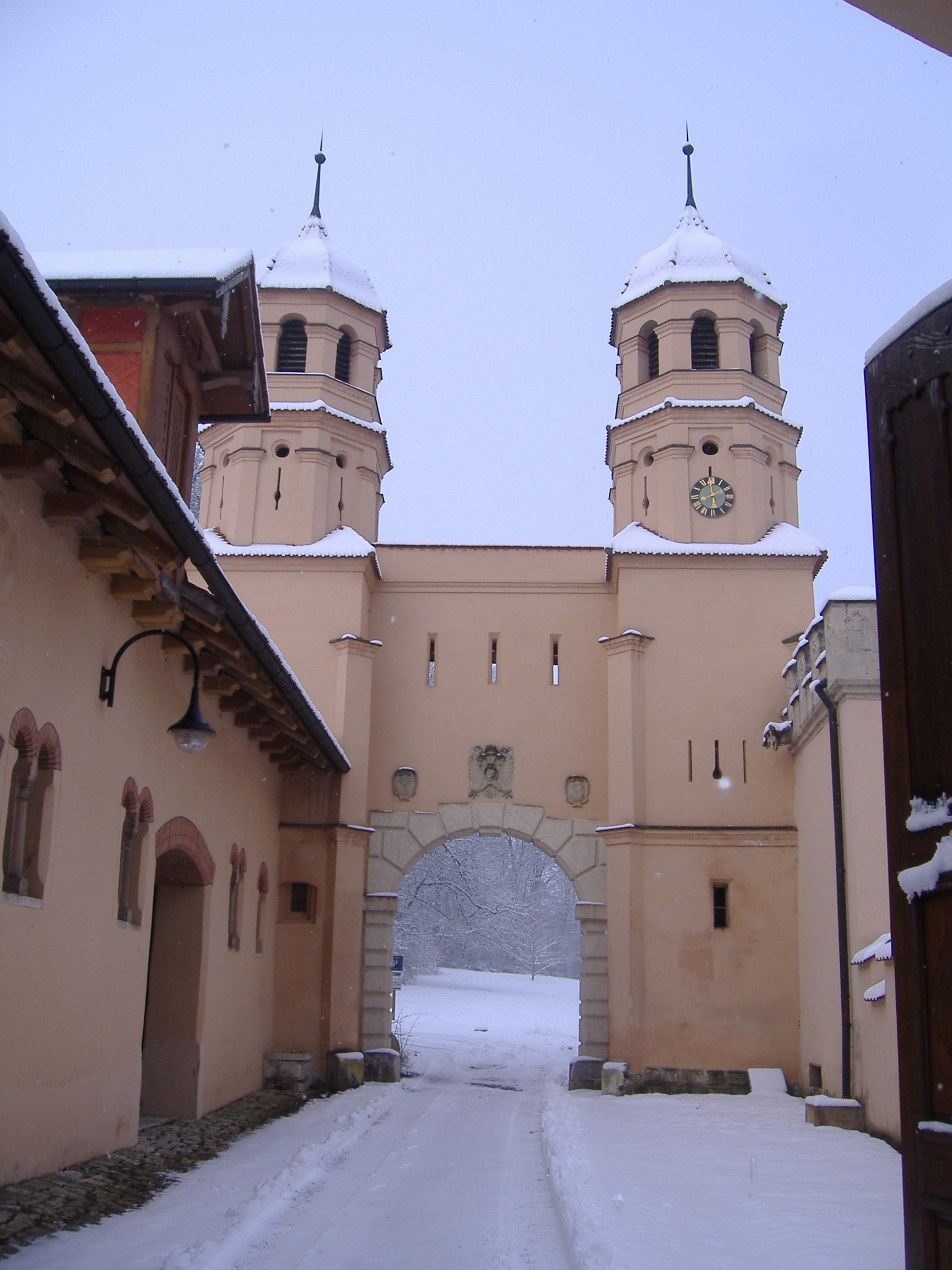
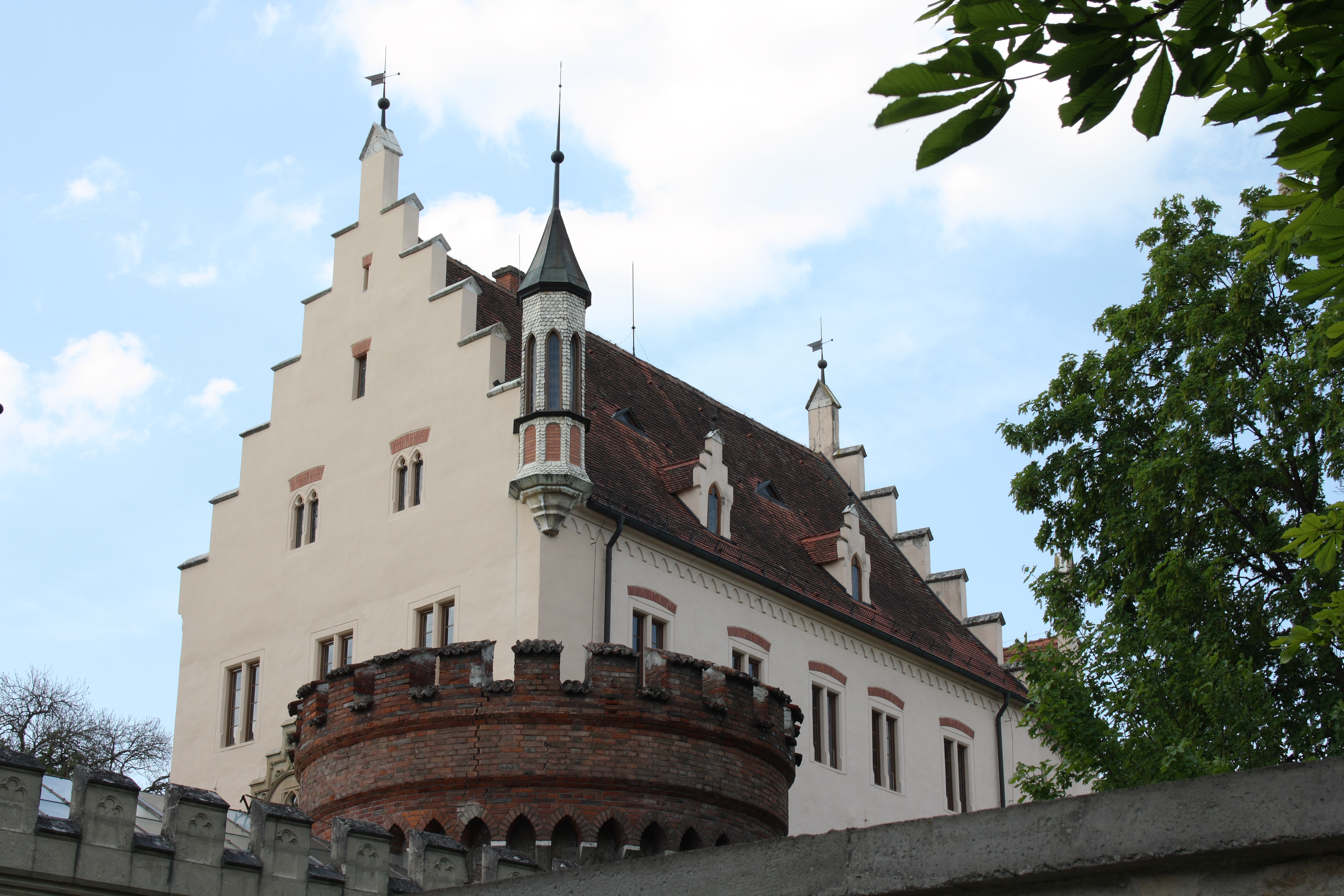
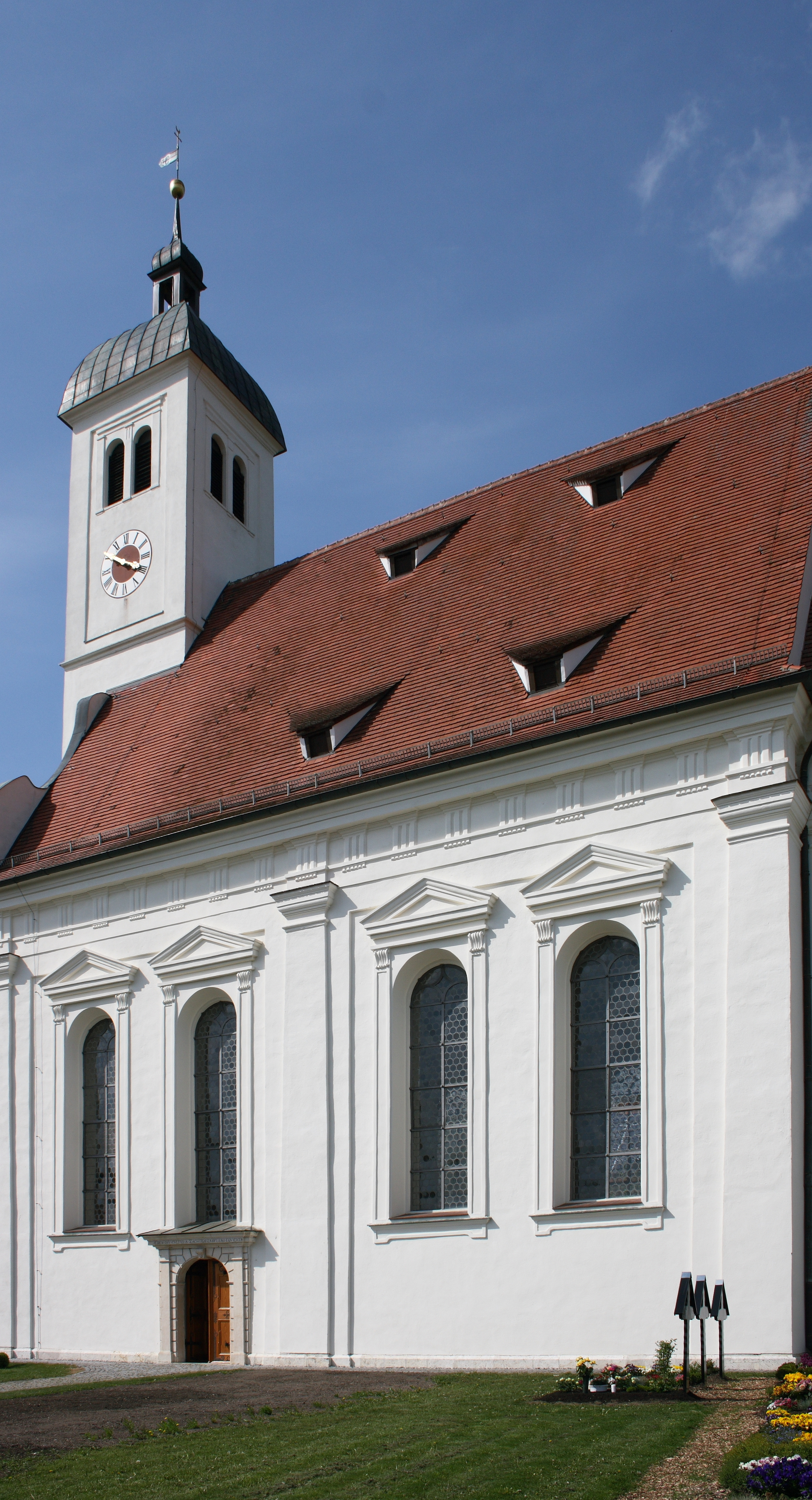